# Tiszántúli Református Egyházkerület

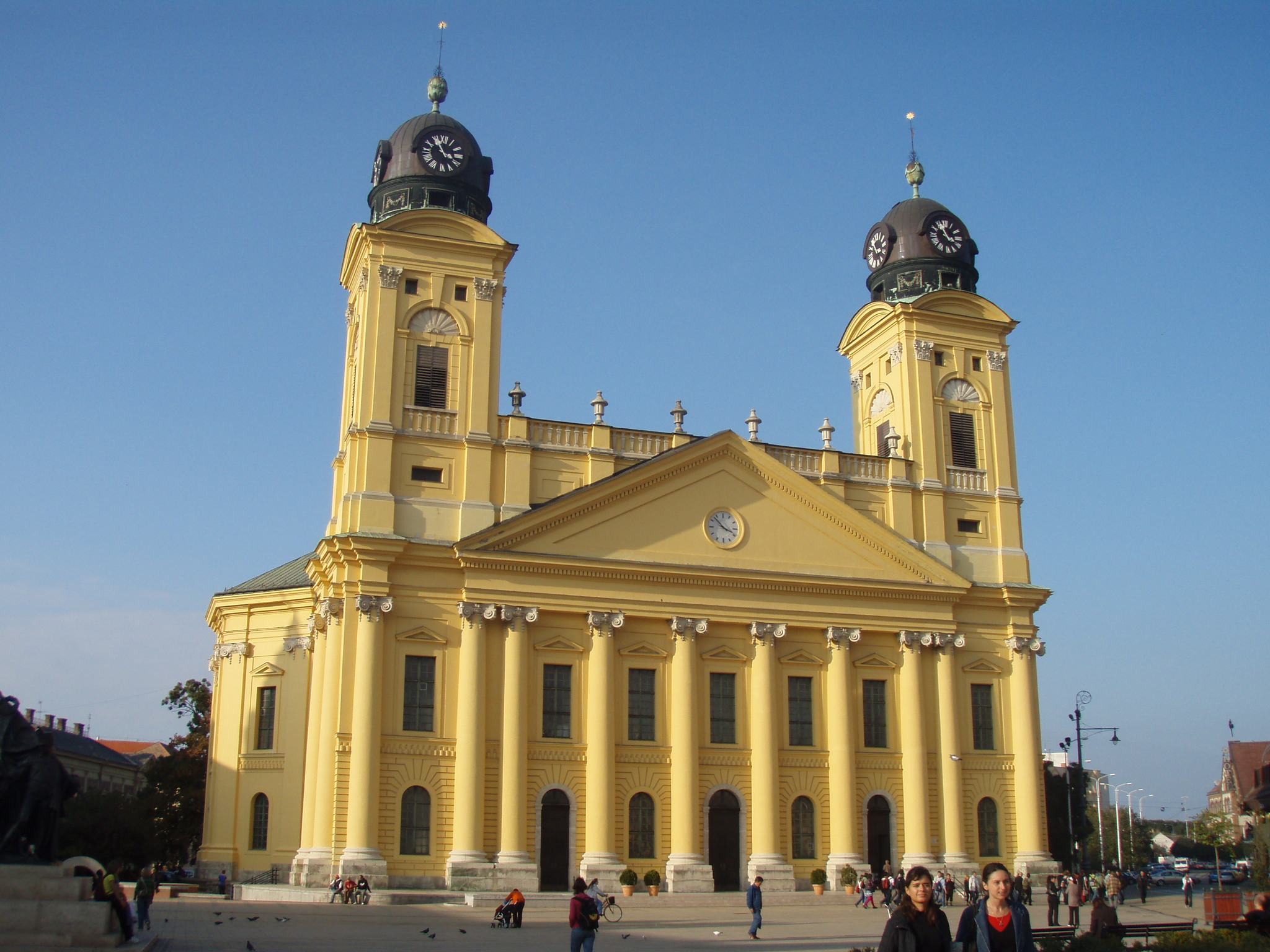
A debreceni Református nagytemplom, az egyházkerület mindenkori püspökének temploma

A Tiszántúli Református Egyházkerület a legnépesebb kerület a Magyarországi Református Egyház négy egyházkerülete közül, mely nevéből fakadóan Kelet-Magyarországon, a Tiszántúlon helyezkedik el. Központja Debrecen.

## Története

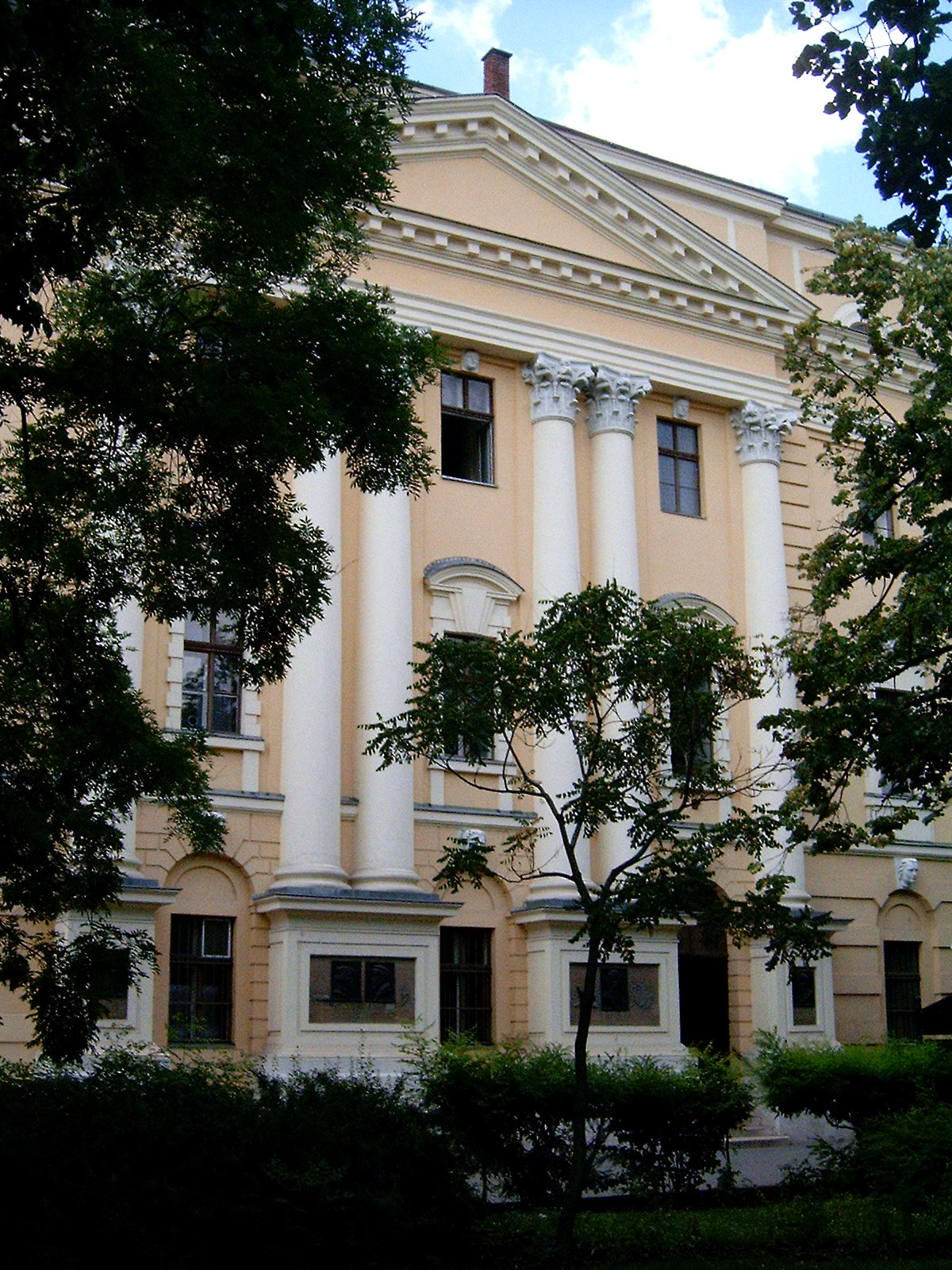
Az ősi Református Kollégium

A Tiszántúli Református Egyházkerület 1557-ben jött létre a Debrecen-nagyváradvidéki és Szatmárvidéki Szuperintendentiák egyesülésével. A magyar reformátusság e legnagyobb
területű egyházkerülete 14 egyházmegyét foglalt magába: Beregi Egyhm., Bihari Egyhm, Érmelléki Egyhm.,
Máramarosi Egyhm., Békési Egyhm., Debreceni Egyhm., Szatmári Egyhm., Szilágyi Egyhm., Szabolcsi Egyhm., Zarándi Egyhm., Nagybányai Egyhm., Ugocsai Egyhm., Nagykunsági Egyhm. és Középszolnoki Egyhm.
1821-22-ig, mintegy 280 év alatt annyi változás történt, hogy a Zarándi Egyházmegyeét elnéptelenedése miatt megszüntették. Az 1821-22-ben tartott generális konvent a Máramarosi és Ugocsai egyházmegyéket összevonta, a Debrecenit és Biharit megosztotta (új: Alsószabolcs-hajdúvidéki, illetve Nagyszalontai Egyhm.), a Szilágyit pedig az Erdélyi Református Egyházkerületnek engedte át.
1909-től a Felsőszabolcsi Egyházmegye ketté vált, az új rész a Középszabolcsi Egyházmegyenevet kapta. Legnagyobb fejlődésen a Békés-bánáti Egyházmegye ment át, amely területileg is, népességét tekintve is kerületi nagyságúra nőtt. A kerület egységes életének Trianon vetett véget. Területéből és népességéből jutott Csehszlovákiának, Romániának sőt a Szerb-Horvát államalakulatnak is. A megmaradó többnyire csonka 11 egyházmegye alkotta a továbbiakban a Tiszántúli Református Egyházkerületet.1938-39-ben kiegészült a régi területének egy részével (Bécsi döntések) a kerület, de ez csak 1945-ig tartott.
Ezt követően a visszaállt az 1938 előtti állapot, majd a Békés-bánáti Egyházmegye Békésire és Csongrádira oszlott, a Debreceniből kivált a Debrecen-városi Egyházmegye. 1952-ben, már állami beavatkozásra, alkalmazkodva a közigazgatási megyék határaihoz, 9 egyházmegye szerveződött: Bihari, Békési, Csongrádi, Debreceni, Hajdúvidéki, Nagykunsági, Nyírségi, Szabolcs-beregi és Szatmári.
A Tiszáninneni Református Egyházkerület megszüntetésével, illetve jelentős részének tiszántúli református egyházkerülethez csatolásával 1953-tól 1957-ig, Tiszáninnen önállóságának visszanyeréséig, a Tiszavidéki Református Egyházkerület nevet viselte a megnövekedett kerület.
A gyülekezetek száma 2025-ben 416, a második legnagyobb területű a Dunamelléki Egyházkerület mögött, de a legnépesebb református egyházkerület Magyarországon.

## Püspökei
| Sorszám | Név                           | Szolgálati idő          | Megjegyzés                                                                                              |
| ------- | ----------------------------- | ----------------------- | --- |
| 1.      | Kálmáncsehi Sánta Márton      | 1557 nyárutó – december | debreceni lelkész                                                                                       |
| 2.      | (?) Bogácsi Demeter           | 1558–1561               | csengeri lelkész                                                                                        |
| 3.      | Horhi Melius Péter            | 1561–1572               | debreceni lelkész                                                                                       |
| 4.      | Károlyi Péter                 | 1573–1576               | nagyváradi lelkész                                                                                      |
| 5.      | Gönczi Kovács György          | 1577–1595               | debreceni lelkész                                                                                       |
| 6.      | Bánffyhunyadi Mogyoró Benedek | 1595–1603               | szilágycsehi lelkész                                                                                    |
| 7.      | Monai János                   | 1603 február-március    | nagyecsedi l                                                                                            |
| 8.      | Hodászi Lukács                | 1604–1613               | nagyecsedi, debreceni lelkész                                                                           |
| 9.      | Milotai Nyilas István         | 1614–1618               | szatmári lelkész                                                                                        |
| 10.     | Gönczi A. József              | 1618–1629               | nagybányai lelkész                                                                                      |
| 11.     | Margitai Láni Péter           | 1629 február–ősz        | huszti, szatmári lelkész                                                                                |
| 12.     | Keresszegi Herman István      | 1629–1641               | zilahi, debreceni lelkész                                                                               |
| 13.     | Szántai Molnár Mihály         | 1641–1646               | nagybányai, szatmári lelkész                                                                            |
| 14.     | Diószegi Vég Mihály           | 1646–1649               | bihari lelkész                                                                                          |
| 15.     | Hodászi S. Miklós             | 1650. január-április    | nagybányai lelkész                                                                                      |
| 16.     | Szathmári Lázár Miklós        | 1650–1656               | szatmári lelkész                                                                                        |
| 17.     | Tornai Pap István             | 1657–1661               | debreceni lelkész                                                                                       |
| 18.     | Nógrádi Mátyás                | 1665–1681               | nagybajomi lelkész                                                                                      |
| 19.     | Körmendi P. Péter             | 1686–1691               | erdődi, szatmári lelkész                                                                                |
| 20.     | Debreceni Dormány István      | 1691–1693               | nyírmadai lelkész                                                                                       |
| 21.     | Diószegi Kis István           | 1693–1698               | bihardiószegi lelkész                                                                                   |
| 22.     | Szilágyi Tönkő Márton         | 1699–1700               | debreceni tanár                                                                                         |
| 23.     | Kocsi Csergő János            | 1700–1711               | debreceni tanár                                                                                         |
| 24.     | Veresegyházi Tamás            | 1711–1716               | debreceni lelkész                                                                                       |
| 25.     | Huszti Kovács Sámuel          | 1716–1721               | huszti lelkész                                                                                          |
| 26.     | Rápóti Pap Mihály             | 1721–1726               | debreceni lelkész                                                                                       |
| 27.     | Zoványi P. György             | 1728–1757               | zilahi lelkész                                                                                          |
| 28.     | Vecsei János                  | 1758–1763               | debreceni lelkész                                                                                       |
| 29.     | Tatai Csirke Ferenc           | 1763–1765               | debreceni, lelkész                                                                                      |
| 30.     | Szilágyi Sámuel               | 1765–1785               | szatmári, debreceni lelkész                                                                             |
| 31.     | Szathmári Paksi István        | 1785–1791               | debreceni tanár                                                                                         |
| 32.     | Sinai Miklós                  | 1791. május-június      | debreceni tanár (püspökségéből elmozdították)                                                           |
| 33.     | Hunyadi Szabó Ferenc          | 1791–1795               | debreceni lelkész                                                                                       |
| 34.     | Vecsei Sámuel                 | 1795–1806               | hajdúböszörményi lelkész                                                                                |
| 35.     | Benedek Mihály                | 1806–1821               | debreceni lelkész                                                                                       |
| 36.     | Budai Ézsaiás                 | 1822–1841               | debreceni lelkész                                                                                       |
| 37.     | Szoboszlai Pap István         | 1841–1855               | debreceni lelkész                                                                                       |
| 38.     | Balogh Péter                  | 1860–1870               | nagyszalontai, debreceni lelkész                                                                        |
| 39.     | Révész Bálint                 | 1871–1891               | debreceni lelkész                                                                                       |
| 40.     | Kiss Áron                     | 1892–1908               | porcsalmai, debreceni lelkész                                                                           |
| 50.     | Erőss Lajos                   | 1908–1911               | debreceni tanár, majd lelkész                                                                           |
| 51.     | Baltazár Dezső                | 1911–1936               | hajdúböszörményi, debreceni lelkész                                                                     |
| 52.     | Makláry Károly                | 1936–1938               | debreceni lelkész                                                                                       |
| 53.     | Révész Imre                   | 1938–1949               | debreceni egyetemi tanár és lelkész                                                                     |
| 54.     | Péter János                   | 1949–1956               | budapesti diakonissza lelkész, debreceni lelkész                                                        |
| 55.     | Bartha Tibor                  | 1958–1986               | debreceni lelkész                                                                                       |
| 56.     | Kocsis Elemér                 | 1986–1997               | debreceni teológiai tanár                                                                               |
| 57.     | Bölcskei Gusztáv              | 1997–2015               | téglási, hajdúhadházi lelkész, a Magyarországi Református Egyház Zsinatának lelkészi elnöke (1997-2014) |
| 58.     | Fekete Károly                 | 2015–                   | 1997-2005 és 2011-2015 között a Debreceni Református Hittudományi Egyetem rektora                       |

## Főgondnokai
| Név               | Szolgálati idő | Megjegyzés |
| ----------------- | -------------- | ---------- |
| Szabó Magda       | 1985-1990      |            |
|                   |                |            |
| Virágh Pál        | 2003-2008      |            |
| Imre Sándor Gyula | 2009-2014      |            |
| Adorján Gusztáv   | 2015-2020      |            |
| Molnár János      | 2021-          |            |

## Elnöksége (2015-2021)
- Dr. Fekete Károly püspök[7]
- Dr. Adorján Gusztáv főgondnok (2020. október 21-én elhunyt)[8]
- Molnár János főgondnok[9]
- Derencsényi István lelkészi főjegyző (2020. december 26-án nyugalomba vonul)[10]
- Püski Lajos, lelkészi főjegyző
- Dr. Fazakas Gergely Tamás, világi főjegyző[11]

Püspöki hivatal: 4026 Debrecen, Kálvin tér 17.

## Egyházmegyéi

### Békési Egyházmegye
Esperesi hivatal: 5630 Békés, Széchenyi tér 21.
Az egyházmegye elnöksége:
- Demeter Ottó, esperes
- Markó István, gondnok
- Futó Zoltàn, lelkészi főjegyző
- Dr. Taybani Jamal, világi főjegyző

### Bihari Egyházmegye
Esperesi hivatal: 4110 Biharkeresztes, Damjanich u. 3.
Az egyházmegye elnöksége:
- Tóth Tibor, esperes, berekböszörményi lelkész
- Semlyényi Lajos, gondnok
- Kis Dávid, lelkészi főjegyző
- Berek Sándor, világi főjegyző

### Csongrádi Egyházmegye
Esperesi hivatal: 6721 Szeged, Kálvin tér 2.
Az egyházmegye elnöksége:
- Juhász András, esperes
- Baráth Gábor, gondnok
- Nagy Zoltán, lelkészi főjegyző
- Dr. Kovács György, világi főjegyző

### Debreceni Egyházmegye
Esperesi hivatal: 4026 Debrecen, Kálvin tér 17.
Az egyházmegye elnöksége:
- Hadházi Tamás, esperes
- Szilágyi János, gondnok
- Ferenczi Pál, lelkészi főjegyző
- Tasi Sándor, világi főjegyző

### Hajdúvidéki Egyházmegye
Esperesi hivatal: 4060 Balmazújváros, Kossuth tér 12
Az egyházmegye elnöksége:
- Szabadi Árpád, esperes
- Eszenyi Balázs, gondnok
- Takács Tamás, lelkészi főjegyző
- Vad András, világi főjegyző

### Nagykunsági Egyházmegye
Esperesi hivatal: 5300 Karcag, Kálvin u. 3.
Az egyházmegye elnöksége:
- Koncz Tibor, esperes
- Szentesi Lajos, gondnok
- Szabó József, lelkészi főjegyző
- Dr.K.Tóth András, világi főjegyző

### Nyírségi Egyházmegye
Esperesi hivatal: 4400 Nyíregyháza, Kálvin tér 11.
Az egyházmegye elnöksége:
- Dr. Gaál Sándor, esperes
- Nyeste Ferenc, gondnok
- Koós Csaba, lelkészi főjegyző
- Dr. Bátori Gábor, világi főjegyző

### Szabolcs-Beregi Egyházmegye
Esperesi hivatal: 4523 Pátroha, Kossuth Lajos utca 47.
Az egyházmegye elnöksége:
- Koncz Imre, esperes
- Vincze Lajos, gondnok
- Kozma Zsolt, lelkészi főjegyző
- Rab László, világi főjegyző

### Szatmári Egyházmegye
Esperesi hivatal: 4751 Kocsord Táncsics utca 50.
Az egyházmegye elnöksége:
- Szalay Kont, esperes
- Balogh György, gondnok
- Tisza Tibor, lelkészi főjegyző
- Porkoláb Pál, világi főjegyző

## Intézményei

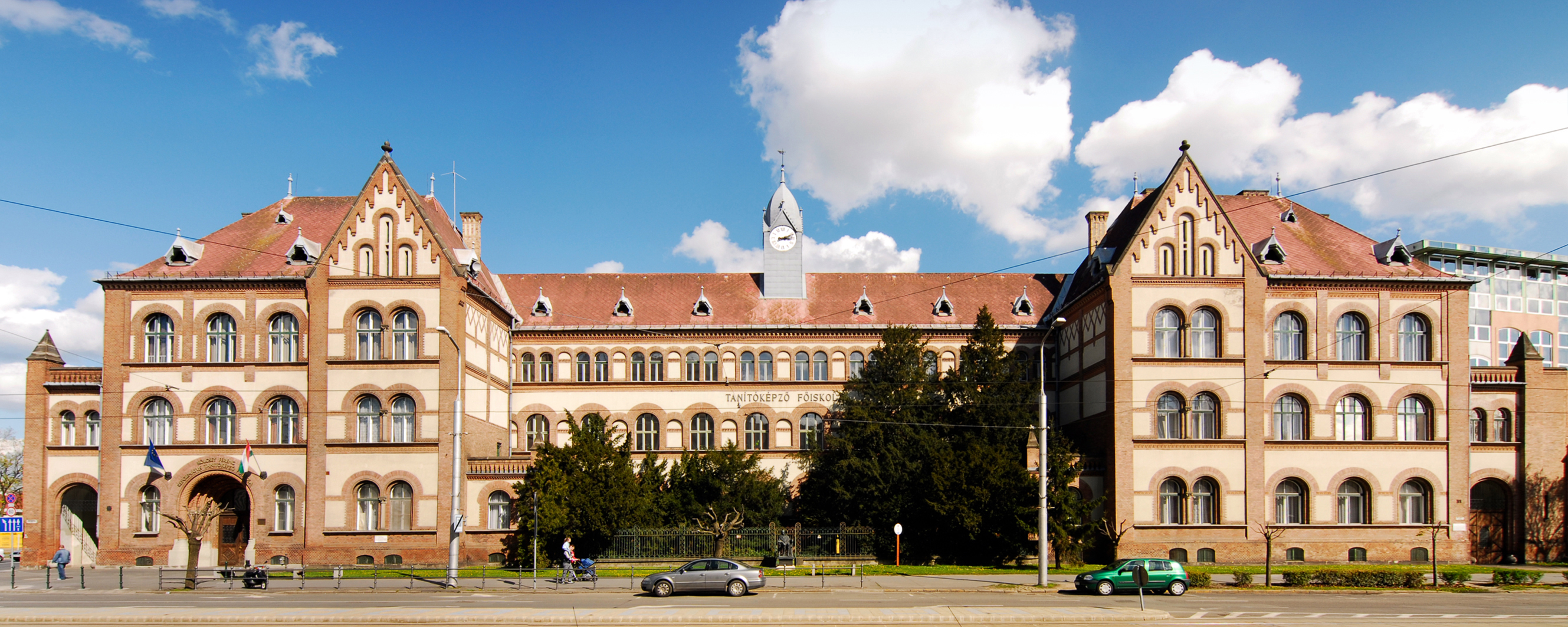
A DRHE Péterfia Campus impozáns épülete

### Oktatási intézmények
A Református Egyház a kezdetektől kiemelt figyelmet szentelt az oktatás-nevelés számára. Ezt kiválóan mutatja a Debreceni Református Kollégium (alapítva 1538-ban) közel 500 éves múltja. A Tiszántúli Református Egyházkerület, illetve a hozzá tartozó gyülekezetek ma is kiemelt területként kezeli az oktatást.

#### Felsőoktatás
Az egyházkerület fenntartásában egy felsőoktatási intézmény van:
- Debreceni Református Hittudományi Egyetem

#### Középiskolai oktatás
Az egyházkerületben kilenc középiskola működik.
- Szegedi Kis István Református Általános Iskola és Gimnázium, Békés
- Debreceni Református Kollégium Gimnáziuma és Diákotthona, Debrecen
- Debreceni Református Kollégium Dóczy Gimnáziuma, Debrecen
- Bethlen Gábor Református Gimnázium és Szathmáry Kollégium, Hódmezővásárhely
- Református Általános Iskola, Gimnázium és Kollégium, Kisvárda
- Juhász Gyula Református Gimnázium és Szakképző Iskola, Makó
- Szegedi Kis István Református Gimnázium, Szakközépiskola és Kollégium, Mezőtúr
- „Ecsedi” Báthori István Református Gimnázium és Kollégium, Nagyecsed
- Karcagi Nagykun Református Gimnázium és Egészségügyi Szakközépiskola, Karcag

#### Általános iskolai és alapfokú művészeti oktatás
A kerületben 28 általános iskola (néhányuk közös intézményben a középiskolával és/vagy óvodával), és két alapfokú művészetoktatási intézmény található.
- Kőrösi János Református Általános Iskola, Körösladány
- Toldi Miklós Református Általános Iskola, Berettyóújfalu
- Debreceni Református Kollégium Általános Iskolája, Debrecen
- Kölcsey Ferenc Református Tanítóképző Főiskola Gyakorló Általános Iskolája, Debrecen
- Bereczky Zsigmond Református Általános Iskola, Dombrád
- Magvető Általános Iskola és Hajnalcsillag Óvoda, Gyula
- Baltazár Dezső Református Általános Iskola, Hajdúböszörmény
- Református Általános Iskola, Hajdúnánás
- Szőnyi Benjámin Református Általános Iskola, Hódmezővásárhely
- Karcagi Nagykun Református Általános Iskola, Karcag
- Kunhegyesi Református Általános Iskola, Kunhegyes
- Kisújszállási Református Általános Iskola, Kisújszállás
- Kunmadarasi Református Általános Iskola, Kunmadaras
- Szikszai György Református Általános Iskola, Makó
- Kálvin János Református Általános Iskola, Mátészalka
- Református Általános Iskola és Diákotthon, Mezőtúr
- Református Reménység Általános Iskola és Előkészítő Szakiskola, Mezőtúr
- Jókai Mór Református Általános Iskola, Nyíregyháza
- Kiss Bálint Református Általános Iskola, Szentes
- Bán Zsigmond Református Általános Iskola, Alapfokú Művészetoktatási Intézmény és Óvoda, Tiszafüred
- Bethlen Gábor Református, Tagozatos Általános Iskola, Egységes Gyógypedagógiai Módszertani Intézmény és Nevelési Tanácsadó, Törökszentmiklós
- Kaszap Nagy István Református Általános Iskola, Túrkeve
- Kiss Bálint Református Általános Iskola, Vésztő
- Református Általános Iskola és Gimnázium, Kisvárda
- Szegedi Kis István Református Általános Iskola és Gimnázium, Békés

- Gárdonyi Zoltán Református Alapfokú Művészetoktatási Intézmény, Biharkeresztes
- Református Alapfokú Művészetoktatási Intézmény, Kisvárda
- Rózsai Tivadar Református Általános Iskola és Óvoda, Hajdúhadház

#### Óvodai nevelés
Az egyházkerületben 10 óvoda található.
- Szivárvány Református Óvoda, Berettyóújfalu
- Debreceni Református Kollégium Óvodája, Debrecen
- Szeremlei Sámuel Református Óvoda, Hódmezővásárhely
- Bárka Református Óvoda, Makó
- Forrás Református Óvoda, Orosháza
- Clarisseum Református Óvoda, Szeged
- „Jó Pásztor” Református Óvoda, Hajdúböszörmény
- Rózsai Tivadar Református Általános Iskola és Óvoda Óvodája, Hajdúhadház
- "Hajnalcsillag" Református Óvoda, Gyula
- Bán Zsigmond Református Általános Iskola és Óvoda, Tiszafüred

### Szociális intézmények
Az egyházkerületben ötvenegy szociális intézmény található.
Békési Református Egyházmegye
- Gyomai Református Szeretetotthon, Gyoma
- Körösladányi Református Egyházközség Idősek Otthona, Körösladány
- Mezőberényi Református Idősek Otthona, Mezőberény
- Sarkad-Belvárosi Református Egyházközség Református Idősek Napközi Otthona és Támogató Szolgálata, Sarkad
- Vésztői Református Egyházközség Szeretetotthona, Vésztő
- Zsadányi Református Egyházközség Átmeneti Elhelyezést Nyújtó Otthona és Támogató Szolgálata, Zsadány

Bihari Református Egyházmegye
- Gondviselés Háza Református Idősek Otthona, Biharkeresztes

Csongrádi Református Egyházmegye
- Szentesi Református Idősek Otthona, Szentes

Debreceni Református Egyházmegye
- Bagaméri Református Szeretetotthon, Bagamér
- Méliusz Juhász Péter Református Idősek Otthona, Debrecen
- István Református Támogató Szolgálat, Debrecen
- Debrecen – Nagytemplomi Református Egyházközség "Immánuel" Otthona, Debrecen
- Hajdúszováti Református Egyházközség Idősek Otthona, Hajdúszovát
- Nagytemplomi Református Egyházközség alapellátásai, Debrecen
- Tiszántúli Református Egyházkerület Támogató Szolgálat, Debrecen
- Tiszántúli Református Egyházkerület Szenvedélybetegek Közösségi Ellátása, Debrecen
- Közösségi Pszichiátriai Ellátás, Debrecen
- Kórházmisszió, Debrecen
- Vértesi Református Egyházközség Szeretetháza, Vértes

Hajdúvidéki Református Egyházmegye
- Református Egyházközség Idősek Otthona, Balmazújváros
- Titusz Református Támogató Szolgálat, Hajdúböszörmény
- Református Idősek Otthona, Hajdúnánás
- ANNA Idősek Otthona, Hajdúszoboszló
- Nádudvari Református Egyházközség Idősek Otthona, Nádudvar
- Református Egyházközség Idősek Otthona, Püspökladány

Nagykunsági Református Egyházmegye
- Kunhegyesi Református Egyházközség "Sarepta" Idősek Otthona, Kunhegyes
- Mezőtúri Református Egyházközség Idősek Otthona, Mezőtúr
- Szivárvány-ház Fogyatékosok Református Otthona és Támogató Szolgálata, Tiszafüred
- "Tábita" Támogató Szolgálat, Balkány

Nyírségi Református Egyházmegye
- Nyírségi Református Egyházmegye Idősek Otthona, Ibrány
- Kótaji Református Egyházközség Idősek Szeretetotthona, Kótaj
- Nagyhalászi Református Egyházközség Idősek Otthona, Nagyhalász
- "SION" Idősek Otthona, Nyírbogdány
- Anna Szeretetotthon, Nyíregyháza
- Irgalmas Samaritánus Értelmi Fogyatékosok Napközi Otthona, Nyíregyháza
- István Diakónus Szeretetotthon, Nyíregyháza
- Kálvineum Idősek Otthona, Nyíregyháza
- Nyíregyháza-Városi Református Egyházközség Jókai Támogató Szolgálat, Nyíregyháza
- "Magdaléneum" Fogyatékosok Református Ápoló-Gondozó Otthona, Nyíregyháza
- Katalin Szeretetotthon, Nyíregyháza
- "Reménység" Szenvedélybetegek Átmeneti Otthona, Nyíregyháza
- "Simeon" Szociális Szolgáltató Központ, Nyírpazony
- "Sarepta" Református Idősek Otthona, Őr
- Tiszaeszlári Református Egyházközség Timótheus Támogató Szolgálata, Tiszaeszlár
- Tiszalöki Református Egyház Oltalmazó Otthona és Háza, Tiszalök
- Nyírségi Református Egyházmegye Baktalórántházi Református Egyházközség Idősek Klubja és Támogató Szolgálata, Baktalórántháza

Szabolcs-Beregi Református Egyházmegye
- Fényeslitkei Református Egyházközség Református Idősek Otthona, Fényeslitke
- Református Idősek Otthona, Nagyvarsány
- Pátrohai Református Egyházközség "Cédrus" Idősek Klubja és Támogató Szolgálat, Pátroha
- Tornyospálcai Református Egyházközség Idősek Napközi Klubja, Tornyospálca

Szatmári Református Egyházmegye
- "Méliusz" Református Idősek Otthona, Csenger